# Herophydrus guineensis
Herophydrus guineensis är en skalbaggsart som först beskrevs av Aubé 1838.  Herophydrus guineensis ingår i släktet Herophydrus och familjen dykare. Inga underarter finns listade i Catalogue of Life.